# Ralf Braun
Ralf Braun (* 24. Januar 1973 in Berlin) ist ein ehemaliger deutscher Schwimmer und Olympiateilnehmer. Der 1,92 m große und 86 kg schwere Athlet startete für die Wasserfreunde Spandau 04 und für die Startgemeinschaft Coubertin Berlin.

## Wettbewerbe

### Deutsche Meisterschaften
Braun gewann sechs Deutsche Meisterschaften:
- 100 m Rücken: 1997 und 1998
- 200 m Rücken: 1996, 1997, 1998 und 2000

### Europameisterschaften
Bei den Europameisterschaften 1997 in Sevilla gewann Braun über 200 m Rücken in 1:59,91 min hinter dem Russen Wladimir Selkow (Gold in 1:59,21 min) und dem Italiener Emanuele Merisi (Silber in 1:59,63 min) die Bronzemedaille. Noch besser lief es für ihn auf seiner Paradestrecke zwei Jahre später in Istanbul, wo er als einziger Finalist unter 2 Minuten blieb und sich in 1:59,74 min den Titel holte.

### Weltmeisterschaften
Bei den Weltmeisterschaften 1998 in Perth startete er ebenfalls über 200 m Rücken und gewann in 1:59,23 min die Silbermedaille (Weltmeister wurde der Amerikaner Lenny Krayzelburg in 1:58,84 min).

### Olympische Spiele
Braun nahm an den Olympischen Spielen 1996 in Atlanta sowie 2000 in Sydney teil und erzielte folgende Ergebnisse:
- 1996
  - 100 m Rücken: Platz 7 in 55,56 s (Gold gewann der Amerikaner Jeff Rouse in 54,10 s)
  - 200 m Rücken: Platz 18 in 2:01,50 min (als Dritter seines Vorlaufs zwar qualifiziert, aber zum Finale nicht angetreten)
  - 4 × 100 m Lagenstaffel (Team: Ralf Braun, Mark Warnecke, Christian Keller, Björn Zikarsky, Oliver Lampe und Stev Theloke): Platz 4 in 3:39,64 min knapp hinter den drittplatzierten Australiern (3:39,56 min)
- 2000
  - 200 m Rücken: Platz 21 in 2:01,35 min (im Vorlauf ausgeschieden)